# Гжмьонца (Західнопоморське воєводство)
Гжмьонца (пол. Grzmiąca) — село в Польщі, у гміні Гжмьонца Щецинецького повіту Західнопоморського воєводства.
Населення — 1871 особа (2011).

## Демографія
Демографічна структура станом на 31 березня 2011 року:
|          | Загалом | Допрацездатний вік | Працездатний вік | Постпрацездатний вік |
| -------- | ------- | ------------------ | ---------------- | -------------------- |
| Чоловіки | 928     | 167                | 670              | 91                   |
| Жінки    | 943     | 181                | 561              | 201                  |
| Разом    | 1871    | 348                | 1231             | 292                  |